# Eva Ottawa
Eva Ottawa, également orthographié Éva Ottawa, née en 1970 ou 1971 à Manawan, est une femme politique atikamekw. Elle est la première femme élue grande chef du Conseil de la Nation Atikamekw de 2006 à 2013 et la première Autochtone à présider le Conseil du statut de la femme du Québec.

## Biographie
Eva Ottawa est née au début des années 1970 à Manawan. Elle est la fille de deux enseignants dans une école autochtone. Elle a reçu un certificat en études autochtones (1993) avant de devenir bachelière en sociologie (1996) puis en droit (2002). Elle est élue grande chef du Conseil de la Nation Atikamekw en 2006, avec plus de 75 % des voix, devenant la première femme à occuper ce poste. Elle est réélue en 2010. En 2012, elle soumet au référendum un projet d’entente avec le Gouvernement du Québec, mais elle est défaite par ceux qui réclament une approche plus combative face aux gouvernements. Elle démissionne de son poste en 2013.  En 2015, elle est nommée membre de la Commission des droits de la personne et des droits de la jeunesse. En septembre 2016, elle est nommée présidente du Conseil du statut de la femme du Québec, succédant à Julie Miville-Dechêne. Bien que son mandat devait durer cinq ans, en janvier 2017, elle remet à la ministre de la Condition féminine, Lise Thériault, une lettre de démission.